# Dark Funeral (EP)
Dark Funeral ist die erste EP der gleichnamigen Band Dark Funeral.

## Entstehung
Die EP wurde von der Band selbst finanziert und im Januar 1994 in Dan Swanös Unisound Studio aufgenommen und dort auch abgemischt; produziert wurde sie von der Band und Swanö, gemastert wurde sie im Cutting Room von Peter In Debetau und Dark Funeral. Blackmoon zufolge lief dies „unglaublich schnell“ ab; er habe in einem Studio noch nie so schnell gearbeitet. Dark Funeral erschien am 4. Mai 1994; an diesem Tag gab die Band im Luse Lottes Pub in Oslo ihr erstes Konzert.

## Titelliste
1. Open the Gates – 4:34 (Musik und Text: Blackmoon und Ahriman)
2. Shadows over Transylvania – 4:23 (Musik und Text: Blackmoon und Ahriman)
3. My Dark Desires – 3:53 (Musik: Blackmoon und Ahriman; Text: Themgoroth)
4. In the Sign of the Horns – 3:44 (Musik und Text: Blackmoon und Ahriman)

## Wiederveröffentlichungen
Die Stücke der EP wurden mehrfach wiederveröffentlicht. Hellspawn Records veröffentlichte 2000 eine CD-Version mit verändertem Artwork unter dem Titel In the Sign…, die zusätzlich die beiden Bathory-Cover Equimanthorn (3:21) und Call from the Grave (4:35) von In Conspiracy with Satan – A Tribute to Bathory (1998) enthielt. Des Weiteren erschien die EP auch als Split-CD mit Blackmoons späterer Band Infernal auf Hammerheart Records.

## Musikstil und Texte
Die Musik ist schnell und wenig abwechslungsreich. Blackmoon zufolge lief die Komposition anders als bei seiner älteren Band Necrophobic ab; dort orientiere die Musik sich an den Riffs, bei Dark Funeral sei die Musik orchestrierter, näher an den Arrangements in der klassischen Musik. Das Lied My Dark Desires enthält ein Sample von Charles Manson. Der Satz lautet If I start murdering people, there would be none of you left (dt. etwa: „Wenn ich anfangen würde, Menschen umzubringen, wäre keiner von euch mehr übrig.“). Shadows over Transylvania enthält ein Sample klassischer Musik. Beide Samples wurden, neben atmosphärischen Gründen, auch verwendet, um Spielfehler zu kompensieren. Die Texte sind insgesamt sehr apokalyptisch und satanisch gehalten.

## Kritiken
Alex Henderson von Allmusic beschrieb die Lieder als alle gleichermaßen schnell, brutal sowie amelodisch und den kreischenden Gesang als eindimensional. Die Stücke seien einander sehr ähnlich und die Veröffentlichung ziemlich berechenbar.